# Dobosz (baśń)
Dobosz (Der Trommler) – baśń ludowa opublikowana w 1843 roku przez braci Grimm w piątym wydaniu ich zbioru  Baśni (tom 2, nr 193).

## Treść według braci Grimm[1]
Pewien dobosz znalazł raz nad brzegiem jeziora kawał płótna, które podniósł i zabrał do domu. Wieczorem pojawiło się u niego widmo, prosząc o zwrot koszuli. Dobosz dowiedział się, że jego gość to księżniczka więziona przez złą czarownicę na szczycie Szklanej Góry. Co noc może kąpać się w jeziorze w tej postaci, ale bez magicznej koszuli nie jest w stanie wrócić. Dobosz oddał jej koszulę i obiecał, że uwolni ją z niewoli. 
Następnego dnia ruszył w stronę Szklanej Góry. Droga prowadziła przez puszczę zamieszkaną przez groźne olbrzymy. Dobosz spotkał jednego z nich, ale udało mu się przekonać go, że idzie na czele wielkiej armii. W zamian za obietnicę zawrócenia wojska olbrzym pomógł doboszowi dostać się pod Szklaną Górę. Na miejscu pojawił się problem, gdyż góra była tak stroma i śliska, że nie dało się na nią wspiąć. Jednak dobosz napotkał dwóch ludzi, którzy kłócili się o magiczne siodło. Ten kto siedział w tym siodle mógł się znaleźć w każdym miejscu, w jakim sobie zażyczył. Dobosz udając, że chce ich rozsądzić, zaproponował, by ścigali się, a zwycięzca zgarnie sporną rzecz. Kiedy obaj mężczyźni się oddalili, dobosz wskoczył na siodło i znalazł się na szczycie Szklanej Góry. 
Na szczycie znajdował się las, jezioro i chatka. Dobosz zapukał do chatki i poprosił o jedzenie i nocleg. Otworzyła mu czarownica, która obiecała spełnić jego życzenie, ale pod warunkiem, że wykona dla niej w ciągu trzech dni trzy prace. Dodała, że jeśli ich nie wykona - zginie. Dobosz przystał na to. 
Pierwszym zadaniem było wybranie całej wody z jeziora przy użyciu naparstka i ułożenie ryb według gatunku. Drugim zadaniem było wyrąbanie całego lasu, przy użyciu wadliwej siekiery i topora. Trzecim zadaniem było porąbanie i ułożenie całego drewna w stos i podpalenie.
Dobosz nie byłby w stanie wykonać tych prac, ale za każdym razem pojawiała się przy nim tajemnicza dziewczyna oferując pomoc. Potem przy użyciu magicznego pierścienia wykonywała te zadania za niego.  
Kiedy ostatnie zadanie zostało wykonane i wielki stos płonął, czarownica poleciła doboszowi, by wyciągnął z ognia jeden konar, który źle się palił. Dobosz został wcześniej poinstruowany przez dziewczynę, że ma wykonywać wszystkie polecenia wiedźmy, a nic mu się nie stanie. Bez obaw więc wskoczył w ogień i wyciągnął konar, a ogień go nie poparzył.
Konar zamienił się w piękną dziewczynę, tę samą która pomagała mu wypełnić zadania. Po białej szacie dobosz poznał, że jest to ta sama uwięziona księżniczka, której widmo prosiło go o zwrot magicznej koszuli. Wiedźma próbowała uciec, ciągnąc księżniczkę za sobą, ale dobosz dogonił ją i wepchnął do ognia.  
Księżniczka poinformowała dobosza, że wszystkie skarby, które zgromadziła wiedźma, należą teraz do niego. Zgodziła się też zostać jego żoną, gdyż uwolnił ją z niewoli.
Ponieważ dobosz pragnął wcześniej odwiedzić swoich rodziców, księżniczka użyła magicznego pierścienia i przeniosła go pod ich dom. Poprosiła go, by nie całował rodziców w prawy policzek, gdyż wtedy o niej zapomni. Niestety dobosz zapomniał o tej prośbie. 
Jakiś czas później rodzice znaleźli mu narzeczoną, a ponieważ dobosz nie pamiętał już o swojej księżniczce, zgodził się ją poślubić. Księżniczka dowiedziawszy się o planowanym ślubie ukochanego, postanowiła przypomnieć mu o ich znajomości. Ofiarowała jego narzeczonej trzy piękne suknie. W zamian za to narzeczona zgodziła się, by księżniczka spała przez trzy noce koło sypialni dobosza. 
Przez trzy noce księżniczka śpiewała pieśń, w której przypominała mu szczegóły ich znajomości. Przez dwie noce dobosz niczego nie słyszał, bo był zamroczony winem ze środkiem nasennym podanym przez narzeczoną. Ale trzeciej nocy odmówił picia wina. Wtedy usłyszał pieśń księżniczki i wszystko sobie przypomniał.
Opowiedział o wszystkim swoim rodzicom, następnie za ich wiedzą, zerwał z narzeczoną i poślubił księżniczkę.

## Ekranizacje
- Baśnie Braci Grimm: Simsala Grimm (odcinek 43, seria 3) – niemiecki serial animowany z lat 1999-2000